# Авраменко Володимир Федорович
Володимир Федорович Авраменко (нар. 18 квітня 1959, Кіровське, Донецька область, УРСР) — засновник і власник компанії АВК, заслужений працівник промисловості України, народний депутат України IV скликання, колишній член Партії регіонів.

## Життєпис
Народився 18 квітня 1959 року в Кіровському (нині Хрестівка), Донецької області.
1981 року закінчив Донецький інститут радянської торгівлі за спеціальністю «інженер-механік машин і апаратів харчових виробництв».
1982—1983 — проходив строкову службу в армії.
1983—1991 — працює в різних закладах та установах Донецька.
1991 — в Донецьку створює компанію «АВК», до 1995 року був її директором.
1995—1998 — голова правління-директор ЗАТ «Донецька кондитерська фабрика».
1998—1999 — директор концерну «АВК».
1999 — директором ЗАТ «АВК».
2000—2002 — директор ТОВ «Троянда», Київ. З 2002 року — голова ради директорів компанії «Полюс» у Макіївці.
2002—2006 — Народний депутат України IV скликання, обраний по виборчому округу № 54 (Донецька область).
2007 — інвестував в небанківський оператор платіжних та фінансових сервісів EasyPay. СЕО EasyPay — Олексій Авраменко, старший син Володимира. Різні джерела вказують, що саме Володимир був засновником платіжної системи.
У жовтні 2009 року отримав звання Заслужений працівник промисловості України.
17 вересня 2015 р. придбав контрольний пакет акцій ПАТ Банк «ТРАСТ» — 72 % акцій у групи інвесторів.
2014 року заснував ТОВ «АВК конфекшінері» у Києві, з 2014 року — СЕО компанії.

## Політична діяльність
У 2002 році став народним депутатом від блоку «За Єдину Україну». Народний депутат України IV скликання (травень 2002-го — травень 2006-го), виборчого округу № 54, Донецької області, партія «За єдину Україну!». До серпня 2002 року — член фракції «Єдина Україна».
З серпня 2002 по вересень 2005 року — член фракції «Регіони України».
З вересня 2005 до травня 2006 — член фракції «Партії регіонів».
Під час перебування на посаді Депутата Верховної Ради працював у:
- Комітеті Верховної Ради України з питань паливно-енергетичного комплексу, ядерної політики та ядерної безпеки;
- Тимчасовій спеціальної комісії Верховної Ради України з питань моніторингу виборчого законодавства;
- Комітеті з питань європейської інтеграції;
- Групі з міжпарламентських зв'язків з США, РФ, ПАР, Британією.

### Автор та співавтор законопроєктів[14]
- Про внесення змін і доповнень до Декрету Кабінету Міністрів України «Про прибутковий податок з громадян» № 1082-3.
- «Про Звернення Верховної Ради України до Парламентів, Урядів та громадськості держав — членів Європейського Союзу» № 1243.
- «Про зміни у складі комітетів Верховної Ради України» № 1294.
- «Про неприйнятність проєкту Кодексу України “Про відходи”» № 2042/П[15].
- «Про внесення змін до деяких законів України» (щодо інвестиційної складової оптового тарифу) № 2132[16].
- «Про проведення парламентських слухань „Регіональна політика в Україні: реалії і перспективи розвитку“ (12 березня 2003 року)» № 2592[17].
- «Про внесення змін до Закону України „Про податок на додану вартість“» (щодо операцій з ввезення (пересилання) підакцизних товарів) № 2596.
- «Про внесення змін до Закону України „Про встановлення розміру мінімальної заробітної плати на 2003 рік“» № 2626-2.

Також вносив поправки в законопроєкти, що стосувалися, зокрема державного бюджету України 2003, 2004 та 2006 років.

## Громадська діяльність
Проводить лекції в університетах.
2020 року передав 1 млн гривень Національному інституту раку для закупівлі обладнання у відділення дитячої онкології.
На початку кар'єри фінансово підтримував чемпіона світу з шахів Руслана Пономарьова.

## Сім'я
Одружений, має двох синів.